# Контрев
Контрев (фр. Contreuve) насеље је и општина у североисточној Француској у региону Шампањ-Арден, у департману Ардени која припада префектури Вузје.
По подацима из 2011. године у општини је живело 62 становника, а густина насељености је износила 5,63 становника/km². Општина се простире на површини од 11,02 km². Налази се на средњој надморској висини од 120 метара.

## Демографија
| 1962. | 1968. | 1975. | 1982. | 1990. | 1999. | 2011. |
| ----- | ----- | ----- | ----- | ----- | ----- | ----- |
| 104   | 118   | 94    | 77    | 70    | 73    | 62    |

График промене броја становника у току последњих година